# 东艾尔郡
东艾尔郡（英語：East Ayrshire）是英国苏格兰的32个一级行政区之一。地处苏格兰中南部，靠近西海岸，是传统工业地区。面积1,262km²，人口120,235。地区行政中心在基爾馬諾克。與东伦弗鲁郡、南拉納克郡、鄧弗里斯-加洛韋、南艾爾郡以及北艾爾郡相鄰。
基马诺克足球俱乐部建立于1869年，是苏格兰历史最悠久的职业足球俱乐部。